# Grega Skočir
Gregor (Grega) Skočir, slovenski pevec, * 9. marec 1973. 
Hodil je na OŠ dr. Vita Kraigherja za Bežigradom, kot dijak pa je obiskoval srednjo šolo v Ljubljani. V otroštvu je igral violino.
Leta 1994 se je kot vokalist pridružil skupini Big Foot Mama, v kateri deluje še danes.